# Площадь Октября (Барнаул)

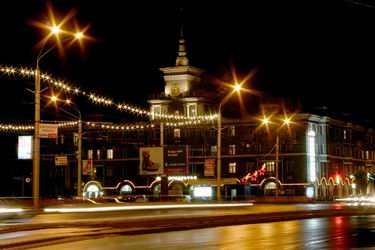
Площадь Октября вечером

Пло́щадь Октября́ — одна из центральных площадей Барнаула. Расположена в Октябрьском районе и является главной транспортной развязкой города.
Площадь была предусмотрена генеральным планом развития Барнаула 1937 года как основная транспортная площадь, на которой распределяются потоки городского транспорта: по проспекту Калинина — к северной промышленной зоне и к старому мосту через Обь, по проспекту Ленина — к спальным районам города и в центр города (в том числе и по улице Советской), по проспекту Строителей — к железнодорожному вокзалу и на Павловский тракт.
Через площадь проходят трамвайные пути и троллейбусные маршруты.

## Название
Изначально площадь Октября носила название площади клуба Меланжевого комбината, а в 1953 году была переименована в площадь Сталина. После развенчания культа личности вождя в 1956 году появилось другое название — площадь Октября, сохранившееся до сих пор. Высказывалось мнение о переименовании её в Театральную.

## История
Как архитектурный ансамбль площадь Октября сформировалась в 1956 году. Сначала в 1937 году была построена школа-десятилетка № 25 (сегодня здесь расположен Государственный художественный музей Алтайского края), главным фасадом обращённая к пространству площади. Здание школы отличается богатым пластическим развитием фасадов, включающих ризалиты, портиковую галерею, лоджии и аркады. Перед портиком здания была установлена скульптура Иосифа Сталина.
6 ноября 1937 года открыт клуб меланжевого комбината (ДК БМК), его здание — важнейший элемент ансамбля площади, решённый в русле парадной монументальной архитектуры общественных сооружений той эпохи.
На основе генерального плана 1951 года на площади в первой половине 1950-х годов построены в том же стиле: жилой дом с башней и шпилем («Дом под шпилем», архитектор Я. Н. Додица), с торговыми помещениями на первом этаже и ДК профтехобразования. В 1956 году памятник Сталину, который никогда не был установлен на площади, был демонтирован и на его месте установлена скульптура В. И. Ленина, демонтированная в июне 2012 года во время проведения работ по реконструкции художественного музея Алтайского края, и также заменённая на памятник «Его Величеству Крестьянину».
Площадь Октября имеет сложную конфигурацию, обусловленную выходом на неё нескольких улиц под острыми углами. Благоустройство включает в себя подземные переходы для пешеходов, газоны и цветочные клумбы.
До 1 июля 2009 года по площади осуществлялось разворотное и оборотное кольцо движение центрального короткого троллейбуса (маршрут № 5).